# Abynotha
Abynotha är ett släkte av fjärilar. Abynotha ingår i familjen tofsspinnare.
Kladogram enligt Catalogue of Life:
| Abynotha | \| \| Abynotha meinickei \| \| \| \| \| \| Abynotha preussi \| \| \| \| |
|          | \| \| Abynotha meinickei \| \| \| \| \| \| Abynotha preussi \| \| \| \| |
|          | Abynotha meinickei                                                      |
|          |                                                                         |
|          | Abynotha preussi                                                        |
|          |                                                                         |